# سعدون الشمري
سعدون الشمري لاعب كرة قدم كويتي سابق، من مواليد 28 أغسطس 1978، أحد لاعبي نادي القادسية الكويتي، والمنتخب الوطني سابقا، كان من أحد اللاعبين المشاركين في أولمبياد سيدني 2000.
بدأت شهرة سعدون الشمري بعد أن سجل هدف الفوز في نهائي كأس ولي العهد في موسم 1997/1998 ضد نادي السالمية، في المباراة التي انتهت بنتيجة 4/3 لمصلحة نادي القادسية الكويتي، وكان هدفه من خارج منطقة الجزاء.
أعير سعدون الشمري في موسم 2004/2005 إلى نادي السالمية، حيث تألق النادي في بطولة دوري أبطال آسيا، ولكن الفريق عانى على الصعيد المحلي كثيرا.
وافق نادي القادسية على اعتزاله في موسم 2008/2009 في مباراة نادي القادسية ونادي العربي الكويتي التي ستقام في الدوري الكويتي 2008/2009 في ملعب محمد الحمد.

## إنجازاته
- كأس الأمير (ثلاثة مرات) : 2002/2003 و 2003/2004 و 2006/2007
- الدوري الكويتي (أربعة مرات) : 1998/1999 و 2002/2003 و 2003/2004 و 2004/2005
- كأس ولي العهد (أربعة مرات) : 1997/1998 و 2001/2002 و 2003/2004 و 2005/2006
- كأس الخرافي (مرتين) : 2002/2003 و 2005/2006
- كأس الاتحاد الكويتي (مرة واحدة) : 2007/2008
- كأس الخليج للأندية (مرة واحدة) : 2005/2006